# Remmina
Remmina це клієнт клієнт віддаленого доступу для сервера терміналів заснованих на Linux операційних систем. Підтримує RDP, VNC, NX, XDMCP та SSH протоколи.
Remmina знаходиться у репозиторії пакунків для Debian версії 6 (Squeeze) і старше, а також для Ubuntu, починаючи із версії 10.04 (Lucid Lynx). У випуску 11.04 (Natty Narwhal), його замінили на tsclient, як клієнт віддаленого робочого столу в Убунті.
Remmina написана на мові програмування C, є обгорткою для FreeRDP, відгалуженням проекту rdesktop, спрямованого на модуляризацію коду, вирішення різних питань та реалізацію нових функцій.
Remmina доступна у трьох різних пакунках; як додаток GTK+, додаток GNOME і як плагін панелі xfce.